# ماسايا هوندا
ماسايا هونْدَ (باليابانية: 本田 将也) (20 نوفمبر 1973 في أوساكا في اليابان – )؛ هو لاعب كرة قدم ياباني سابق كان يلعب كلاعب وسط.

## وصلات خارجية
- ماسايا هوندا على موقع رابطة كرة القدم اليابانية للمحترفين (اليابانية)
- ماسايا هوندا على موقع عالم كرة القدم.نت (الإنجليزية)